# 한국교통연구원

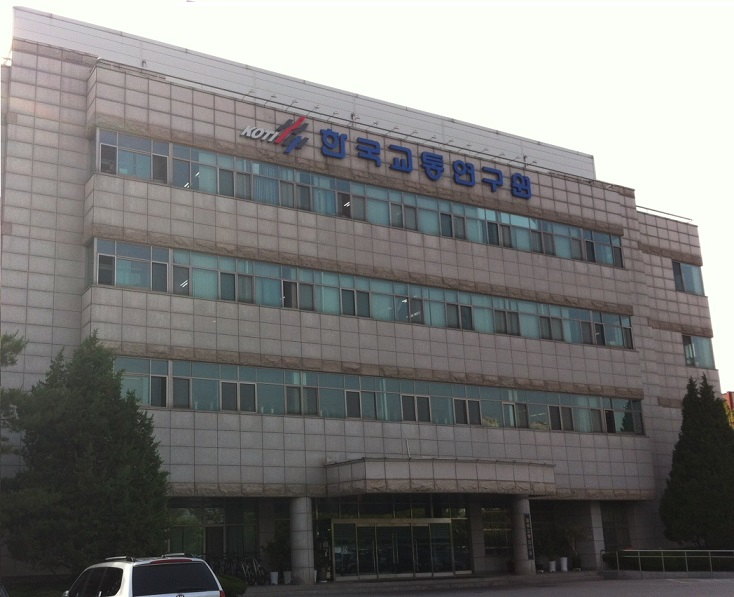
고양시에 위치했던 한국교통연구원 청사

한국교통연구원 (韓國交通硏究院, The Korea Transport Institute, 약칭: 교통연, KOTI)은 교통·물류정책 및 기술을 연구·개발하고 교통정책에 관련된 국내외 각종 정보를 수집, 조사, 분석하여 이를 널리 보급함으로써 교통발전에 기여할 목적으로 1985년 11월 설립된 국무총리(국무조정실) 산하 경제인문사회연구회 소속 기타공공기관이다. 세종특별자치시 시청대로 370 세종국책연구단지 과학인프라동에 위치하고 있다.

## 설립 목적
한국교통연구원은 교통정책 기술을 연구·개발하고 교통정책·기술에 관련된 국내외 각종 정보를 수집, 조사, 분석하여 이를 널리 보급함으로써 교통분야 발전에 기여하기 위해 설립된 정부출연 연구기관이다. 국민의 삶의 질 향상과 국가경쟁력 제고를 위해 효율적이고 지속가능한 교통체계 추진정책을 제시하고, 나아가 교통관련 기초자료 구축 및 핵심기술 개발을 위해 설립되었다.

## 연혁
- 1985년 11월 1일 재단법인 교통개발연구원 설립허가
- 1986년 2월 교통개발연구원 개원 (경기도 고양시 소재)
- 1987년 8월 25일 정부출연연구기관 교통개발연구원으로 변경
- 1996년 6월 13일 관광연구센터 폐지
- 1998년 9월 국가교통DB센터 설립
- 1999년 1월 29일 경제사회연구회 소관 정부출연연구기관 교통개발연구원으로 변경
- 2005년 7월 1일 경제·인문사회연구회 소관 정부출연연구기관 한국교통연구원으로 변경
- 2006년 9월 북한교통정보센터 설치
- 2014년 12월 세종국책연구단지로 청사 이전
- 2016년 8월 개원30주년기념 국제세미나 개최

## 조직

### 원장
- 연구자문위원회
- 전략혁신기획단
- 감사
  - 감사실

#### 부원장
- 수석연구자문그룹
- 연구과제기획위원회
- 연구점검·심의위원회
- 연구과제선정위원회
- 국정과제연구단
- 기획조정실
  - 기획평가팀
  - 예산경영팀
  - 지식관리팀
  - 전산정보팀
- 행정지원실
  - 총무관리팀
  - 인재개발팀
  - 재무회계팀
- 대외협력·홍보실

##### 4차산업혁명교통연구본부
- 모빌리티서비스혁신연구팀
- 스마트시티교통연구팀
- 미래차교통연구센터
- 자율협력주행연구센터
- 교통기술혁신형스타트업국가지원센터

##### 종합교통연구본부
- 교통행정·법제연구팀
- 광역교통·환승센터연구팀
- 이동권·신운송산업연구팀
- 기후변화·지속가능교통연구팀
- 도시재생교통연구센터

##### 도로교통연구본부
- 도로정책연구팀
- 도로운영·보행교통연구팀
- 교통안전·방재연구센터

##### 철도교통연구본부
- 철도정책·광역철도연구팀
- 철도산업·안전연구팀
- 철도운영·공공성연구센터

##### 항공교통연구본부
- 항공정책·산업연구팀
- 항공안전·기술연구팀
- 공항·소음분석연구팀
- 항공학적검토연구센터

##### 물류연구본부
- 물류시장·산업혁신연구팀
- 물류정책·물류4.0연구팀
- 글로벌물류·인프라연구팀
- 우수물류기업인증센터

##### 글로벌교통연구본부
- 국제인프라협력연구센터
- 글로벌지식공유·인력양성센터
- 동북아북한인프라연구센터

##### 교통빅데이터연구본부
- 국가교통DB센터
- 교통물류일자리조사분석팀
- AI·교통빅데이터연구팀

##### 민자도로관리지원센터
- 협약관리팀
- 운영지원팀
- 통행료관리팀
- 정책기획팀
- 사업기획팀
- 협약지원팀
- 운영,DB관리팀
- 동북아북한교통연구팀